# Вулиця Катерини Білокур (Київ)
Вулиця Катери́ни Білоку́р — вулиця у Печерському районі міста Києва, місцевість Звіринець. Пролягає від Бастіонної вулиці до вулиці Професора Підвисоцького.

## Історія
Вулиця виникла у XIX столітті, була частиною Болсуновської вулиці (назва — від прізвища домовласника). З 1966 року — вулиця Євгенії Бош, на честь державної діячки Радянської України Євгенії Бош. У 1997 році депутатами Київради було проголосоване рішення перейменувати вулицю Євгенії Бош, яка мала отримати назву вулиця Катерини Білокур. Це рішення було прийняте не належним чином і не мало жодних правових наслідків.
Сучасна назва на честь української художниці Катерини Білокур — з 1999 року.
Теперішня забудова вулиці — з 1950-х років XX століття.

## Установи та заклади
- № 2/8 — відділення зв'язку № 14.
- № 3 — Середня загальноосвітня школа № 88 та вечірня школа № 8;
- № 8 — Бібліотека імені Катерини Білокур.

## Меморіальні та анотаційні дошки
На будинку № 2/8 встановлено гранітну анотаційну дошку на честь народної художниці України Катерини Білокур (1900—1961), чиїм ім'ям названо вулицю. Дошку біло відкрито у 2006 році.

## Зображення

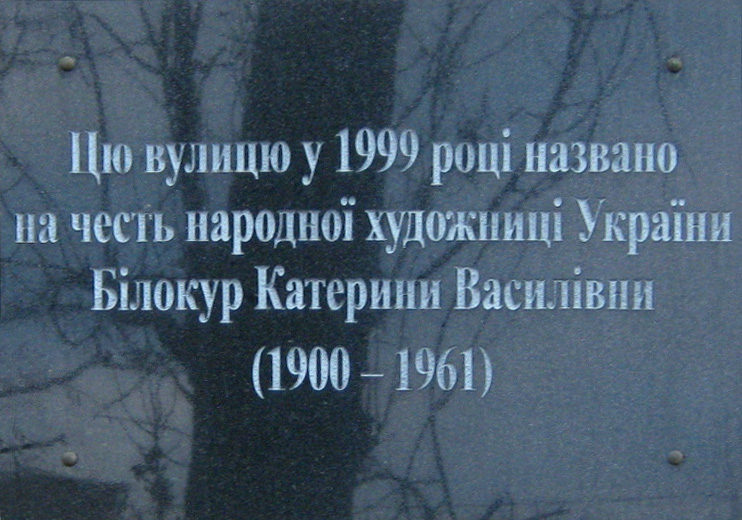
Анотаційна дошка на будинку № 2/8
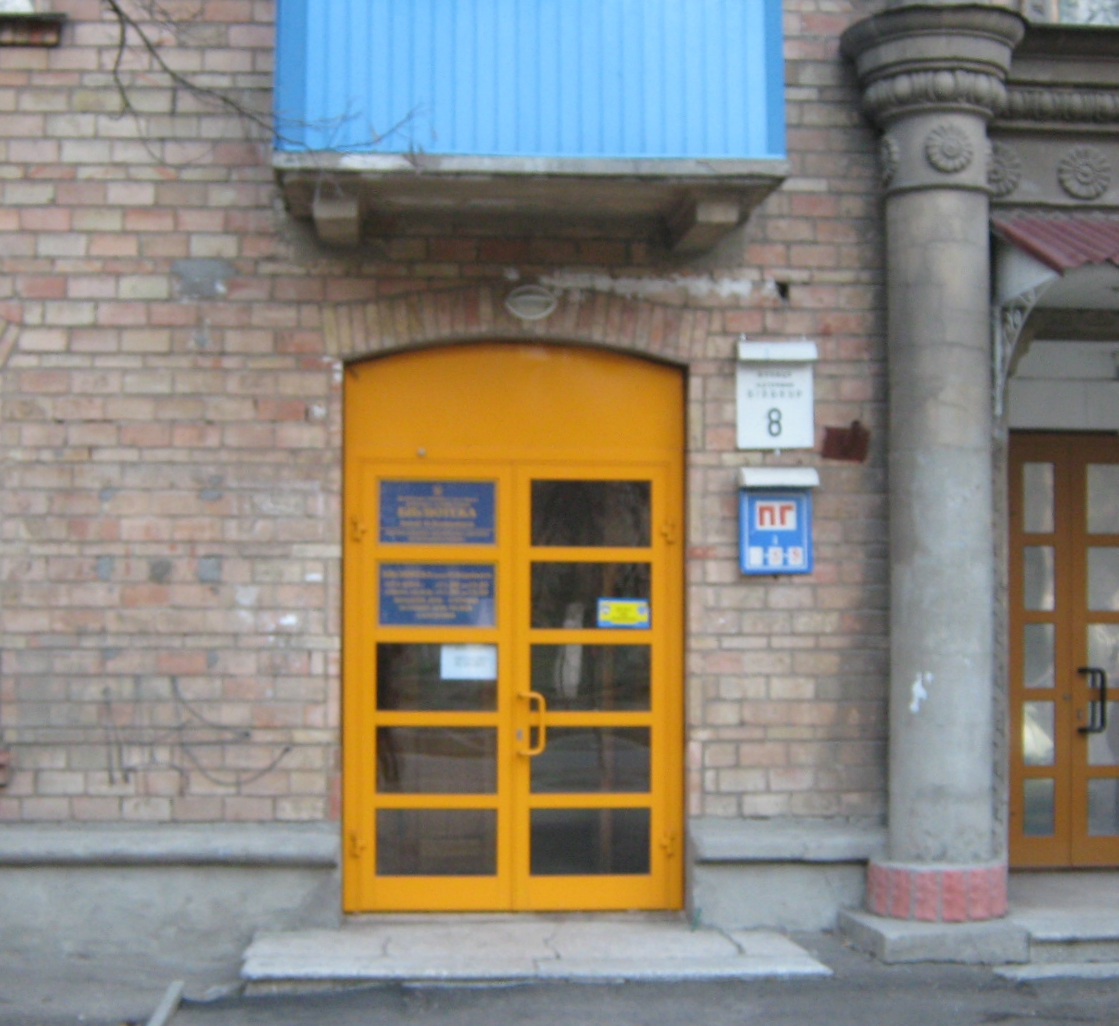
Бібліотека імені Катерини Білокур